# San Pier Niceto

Ubicació de San Pier Niceto dins de la província

San Pier Niceto (sicilià San Pieru Nicetu) és un municipi italià, dins de la ciutat metropolitana de Messina. L'any 2008 tenia 3.009 habitants. Limita amb els municipis de Condrò, Fiumedinisi, Gualtieri Sicaminò, Monforte San Giorgio, Pace del Mela i Santa Lucia del Mela.

## Administració
| Període | Identitat      | Partit        |
| ------- | -------------- | ------------- |
| 2007-   | Franco Pitrone | Llista cívica |